# Lothar 1. (Tysk-romerske rige)
Lothar 1. (tysk: Lothar, fransk: Lothaire, italiensk: Lotario) (795–29. september 855) var kejser i det Tysk-romerske rige 817–855 (som sin fars medkejser indtil 840) samt konge af Bayern 815–817, Italien 818–855 og Mellemfranken 840–855.
Lothar var ældste søn af kejser Ludvig den Fromme og hans hustru Irmingard af Hespengau. Han var arving til hele Frankerriget, men på grund af den frankiske tradition med at dele arven mellem sønnerne blev riget delt ved Ludvig den Frommes død. Lothar og hans yngre brødre Karl den Skaldede og Ludvig den Tyske lå i krig med hinanden i tre år, men blev så enige om en deling af riget mellem sig ved Traktaten i Verdun i 843. Lothar blev konge af Italien, fik den midterste del af Frankerriget og fik også lov at beholde kejsertitlen.

## Biografi
Lothar blev allerede i 817 kronet som medkejser med sin far Ludvig den Fromme i Aachen. Fra 818 regerede han som konge i Italien. I løbet af 830'erne gjorde Lothar og hans brødre flere gange oprør mod deres far, og ved to anledninger blev han afsat for så at komme tilbage. Lothars formelle og faktiske magt skiftede stadig i takt med skiftende krigslykke og alliancer. Det eneste område, han beholdt kontrol over hele tiden, var Italien. Ved faderens død i 840 gjorde Lothar i strid med frankisk tradition krav på hele riget. Dette første til en krig, hvor de yngre brødre allierede sig mod Lothar. Det tvang ham til at gå med til en deling af riget, og efter vanskelige forhandlinger blev delingen beseglet med Traktaten i Verdun i 843.
Lothar overlod styringen af Italien til sin søn Ludvig 2. og opholdt sig selv i sit nye kongerige i midten af det gamle Frankerrige. Lothar døde i 855. Ved hans død blev riget, han havde styret over, delt mellem hans sønner. Ludvig 2. fik Italien og kejsertitlen, Lothar 2. fik den nordlige del af Lothringen, og den yngste søn Karl fik Provence.